# Ernst Wünsch
Ernst Wünsch (* 7. Februar 1951 in Wien) ist ein österreichischer Schriftsteller.

## Leben
Das literarische Werk von Ernst Wünsch war zu Beginn seiner Karriere von einem weiten Spektrum geprägt, welches vom „experimentellen“ Kasperltheater (Verdauungstrilogie), über Prosa und Theaterarbeiten (teilweise gemeinsam mit Reinhard P. Gruber) sowie einer großen Anzahl von Hörspielen (teilweise gemeinsam mit Wilfried A. Resch) bis hin zum Film (teilweise gemeinsam mit Martin Radinger) reichte.
Danach widmete sich Wünsch neben dem Hörspiel hauptsächlich der Prosa, wobei in den Prosaarbeiten (wie der Kurzgeschichtenband Wo lassen schreiben) die Kunst des physischen Verschwindens bei gleichzeitiger Präsenz durch Literatur eines der zentralen Themen bildet.

## Werke
- Wo lassen schreiben (2000) – Kurzgeschichten – mit einem Vorwort von Manfred Mixner
- Der Schabbesclub (2004) – Roman – mit einem Nachwort von Wilfried A. Resch
- Sprizz bitter (2009) – Erzählung
- Finstern (2012) – Roman
- Kalamata (2013) – Roman
- Der Abschweifer (2015) – Roman
- Die Legende vom unsterblichen Hugo Sterber (2018) – Roman

## Filme
- Der letzte Hunt
- Beck lebt
- Mitgehangen, eingegangen